# Seleção do Taipé Chinês de Voleibol Feminino
A seleção do Taipé Chinês de voleibol feminino é uma equipe asiática composta pelas melhores jogadoras de voleibol da República da China. A equipe é mantida pela Associação de Voleibol do Taipé Chinês (em língua chinesa, 中華民國排球協會). Encontra-se na 28ª posição do ranking mundial da FIVB segundo dados de 23 de janeiro de 2013.

## Resultados obtidos nas principais competições

### Campeonato Mundial
| Ano  | Sede  | Classificação |
| ---- | ----- | ------------- |
| 1990 | China | 11º           |
| 2006 | Japão | 12º           |

### Campeonato Asiático
| Ano  | Sede          | Classificação |
| ---- | ------------- | ------------- |
| 1983 | Japão         | 4º            |
| 1989 | Hong Kong     | 4º            |
| 1991 | Tailândia     | 5º            |
| 1993 | China         | 4º            |
| 1995 | Tailândia     | 4º            |
| 1997 | Filipinas     | 4º            |
| 1999 | Hong Kong     | 5º            |
| 2001 | Tailândia     | 5º            |
| 2003 | Vietnã        | 5º            |
| 2005 | China         | 5º            |
| 2007 | Tailândia     | 6º            |
| 2009 | Vietnã        | 6º            |
| 2011 | Taipé Chinesa | 5º            |

### Grand Prix
| Ano  | Sede   | Classificação |
| ---- | ------ | ------------- |
| 1994 | Xangai | 12º           |
| 2007 | Ningbo | 12º           |
| 2010 | Ningbo | 12º           |
| 2012 | Ningbo | 16º           |